# Moxostoma austrinum
Moxostoma austrinum es una especie de peces de la familia Catostomidae en el orden de los Cypriniformes.

## Morfología
• Los machos pueden llegar alcanzar los 49 cm de longitud total.

## Distribución geográfica
Se encuentran en Norteamérica: Texas (Estados Unidos) y México.